# Водні ресурси
Во́дні ресу́рси (англ. water resources, water supply; нім. Wasserreserven f pl) — це придатні для використання води Землі: річкові, озерні, морські, підземні, ґрунтові води, водосховища, лід гірських і полярних льодовиків, або всі води гідросфери.

## Складові гідросфери (водних ресурсів)
Відомо, що 2/3 поверхні Землі вкрито водами Світового океану.
Загальна площа водних об'єктів суші (льодовиків, озер, водосховищ, річок) становить 15% суші. Але якщо не враховувати льодовики, то на інші водні об'єкти суші залишається лише 4%.
Загальний об'єм води у водних об'єктах Землі становить близько 1390 млн км³, причому частка Світового океану — 96,4%.
З водних об'єктів суші найбільшу кількість води містять льодовики — 25,8 млн км³ (1,86% усіх вод Землі). З цієї кількості води на льодовики Антарктиди, Гренландії, Арктики припадає відповідно — 89,8%, 9,7% і 0,3%. На гірські льодовики залишається всього — 0,2%.
До гідросфери відносять і частину підземних вод, які беруть участь у кругообігу води в природі (до глибини 2000 м від поверхні суші). Оцінки цієї складової різняться між собою — від 23,4 млн км3 до 60 і 86 млн км3.
Важливе значення мають прісні води — найцінніший для людини природний ресурс. Усього на планеті 36,7 млн км³ прісних вод (3,7% від загального об'єму).
На тверду фазу (льодовики) припадає 26,1 млн км³ (71% від загальної кількості прісних вод на Землі).
На рідку фазу — найдоступнішу для використання людиною (вода річок, водосховищ, озер) — 26,1 млн км3 (29% від загальної кількості прісних вод на Землі), або близько 1% від загального об'єму вод на Землі.

## Екологія водних ресурсів
Ресурси прісних вод складаються з так званих статичних (або вікових) запасів води і безперервно відновлюваних водних ресурсів.
Статичні (вікові) запаси прісних вод представлені частинами водних об'ємів озер, льодовиків, підземних вод, які не підлягають щорічним змінам (поновлюються надзвичайно повільно, протягом сотень і тисяч років).
Статичні запаси вод не можна вилучати на господарські потреби без завдання шкоди даним водним об'єктам або пов'язаним з ними річкам.
Відновлювані запаси прісних вод — материковий стік у Світовий океан (річковий та підземний стік). Відновлювані водні ресурси оцінюють за допомогою рівняння водного балансу.
У середньому для суші з усього об'єму атмосферних опадів — 61% витрачається на випаровування, а 39% — з материковим стоком (річковим і підземним) надходить у Світовий океан.
Частіше за все під відновлюваними водними ресурсами розуміють лише частину материкового стоку, яка представлена стоком річок (41,7 тис. км³ води на рік, або 35% атмосферних опадів на планеті). Тому з практичних позицій під водними ресурсами окремих держав чи регіонів розуміють лише величину середньорічного стоку річок.
В природних умовах вода в руслах річок оновлюється за період близько 20 днів. Але відомо, що поверхневі води в наш час під впливом господарської діяльності забруднюються і виснажуються, тому треба приділяти увагу їх охороні.
До певної міри більш захищеними є підземні води, які є цінним ресурсом господарсько-питного водопостачання.

### Відновлення водних ресурсів
| Тривалість зміни маси                                        | Тривалість зміни маси |
| ------------------------------------------------------------ | --------------------- |
| Полярні льодовики, постійний сніговий покрив, підземні льоди | Близько 10 000 років  |
| Світовий океан                                               | 2500 років            |
| Гірські льодовики                                            | 1600 років            |
| Підземні води (глибокі)                                      | 1400 років            |
| Озера у середньому                                           | 17 років              |
| Болота                                                       | 5 років               |
| Волога в ґрунті                                              | 1 рік                 |
| Вода в руслах річок                                          | 16 днів               |
| Вода в атмосфері                                             | 8 днів                |
| Біологічна вода (в живих організмах)                         | Кілька годин          |

## Розподіл водних ресурсів у світі
Розподілено водні ресурси між континентами нерівномірно.
Статичних (вікових) ресурсів прісних вод (підземні води, великі озера і льодовики) найбільше мають Північна Америка та Азія, дещо менші — Південна Америка та Африка, найменші — Європа та Австралія.
Відновлювані водні ресурси (річковий стік) також розподілено по земній кулі нерівномірно. Найвеличинішу річкового стоку має Азія (30% стоку всіх річок планети) і Південна Америка (26%), найменшу — Європа (7%) та Австралія з Океанією (5%). Найбільш забезпечено річковою водою (з розрахунку на одного жителя) населення Південної Америки та островів Океанії, найменше — населення Європи та Азії (тут зосереджено 77% населення планети і лише 37% світових запасів щорічно відновлюваних прісних вод)..
Серед країн світу найбільші річкові водні ресурси мають Бразилія — 9230, Росія — 4270, США — 2850, Китай — 2600 км3 води на рік.
Для оцінки забезпеченості країни водними ресурсами на одну людину на рік у світовій практиці застосовується індикатор водного стресу Фалькенмарк.

## Структура водного балансу (планети)
Водні ресурси оцінюються обсягом середньорічного стоку річок. Потенційні експлуатаційні запаси підземних вод можуть бути оцінені за величиною мінімального стоку річок території, коли вони живляться виключно підземними водами.
Кількість водних ресурсів тій чи іншій території визначається структурою водного балансу. Для середньобагаторічного періоду, коли акумуляція вод в різних ємностях (підземних горизонтах, озерах, болотах, ґрунтові води тощо) може бути прийнята незмінною, водний баланс складається з прибуткової частини і видаткової. У прибутковій — атмосферні опади, а у видатковій — сумарне випаровування і річковий стік.

## Господарське значення
Використання водних ресурсів поділяється на:
- водоспоживання, з вилученням їх з природного джерела (для потреб промисловості, зрошення, господарсько-питного та ін. видів водопостачання);
- водокористування, без вилучення (водовідведення, гідроенергетика, водний транспорт, рибне господарство, спорт, туризм, рекреація тощо)

У першому випадку експлуатаційними є тільки частина водних ресурсів. Вони відповідають мінімальній середньомісячній витраті річок з ймовірністю появи один раз на 20 років. У другому випадку експлуатаційними є весь обсяг водних ресурсів.
Водні ресурси використовують у різних галузях промисловості та сільського господарства, в енергетиці, для потреб судноплавства, в побуті. Широко використовують водні ресурси при переробці корисних копалин, зокрема їх збагаченні т. зв. мокрими способами.
Водні ресурси належать до відновлюваних у процесі кругообігу.
Структура водоспоживання
Для прикладу, в Україні за долею споживання води основними споживачами є:
- промисловість — 48 % загального споживання (в першу чергу електроенергетика, металургія, хімічна промисловість),
- сільське господарство — 40 %,
- житлово-комунальне господарство — 12 %.

## Екологічні проблеми
Виснаження водних ресурсів в результаті втрати їх якості є більшою загрозою ніж їх кількісне виснаження (1 м3 неочищених стічних вод забруднює і робить непридатними 40-50 м3 природної річкової води).
Забруднення багатьох водних об'єктів суші і вод Світового океану досягло небезпечного рівня. Щорічно в океан потрапляє (млн т): 0,2 — 0,5 отрутохімікатів; 0,1 — хлорорганічних пестицидів; 5 — 11 — нафти і інших вуглеводнів; 10 — мінеральних добрив; 6 — фосфорних сполук; 0,004 — ртуті; 0,2 — свинцю; 0,0005 — кадмію; 0,38 — міді; 0,44 — марганцю; 0,37 — цинку; 1000 — твердих відходів; 6,5 — 50 — твердого сміття; 6,4 — пластмас. У Північній Атлантиці нафтова плівка займає 2 — 3% площі. Найзабрудненіші нафтою Північне і Карибське моря, Перська затока, а також прилеглі до Африки і Америки ділянки, де здійснюється її перевезення танкерним флотом.
У 2017 році 71% світового населення (5,3 мільярда людей) мали доступ до безпечної питної води - тобто такої, яка розташована у приміщеннях, доступних за потреби та не забруднених. 90% населення планети (6,8 мільярда людей) мали змогу базово отримати воду (в межах 30-хвилинної подорожі).
785 мільйонів людей не мають навіть базової питної води, у тому числі 144 мільйони людей, що залежні від поверхневих вод. У всьому світі щонайменше 2 мільярди людей використовують джерела питної води, забруднені фекаліями. Забруднена вода може передавати такі захворювання, як діарея, холера, дизентерія, тиф та поліомієліт. Забруднена питна вода щороку спричиняє 485 000 смертей від діареї.
До 2025 року половина світового населення буде жити в районах, що зазнають дефіциту водних ресурсів. У найменш розвинених країнах 22% закладів охорони здоров’я не мають послуги водопостачання.

## Стратегічність водних ресурсів
У Словаччині воду було проголошено стратегічним ресурсом у 2012.

## Регулювання та управління водними ресурсами
Цілеспрямоване комплексне управління водними ресурсами можливе на основі системи екологічних, водогосподарських, правових та організаційних заходів, відоме під назвою сталого водокористування, головним завданням якого є координація інтересів водокористувачів, які часто суперечливі, та охорона вод.

## Водні ресурси України
Стік річок України без Дунаю в середній за водністю рік становить 87,1 км3, з них на території країни формується 52,4 км3. По Кілійському гирлу Дунаю проходить 123 км3 води на рік.
Запаси водних ресурсів (річкового стоку) в Україні на одну людину становлять близько 1,8 тис. м3 на рік, що є одним з найменших показників у Європі (для прикладу: Норвегія — 96,9; Швеція — 24,1; Фінляндія — 22,5; Франція — 4,6; Італія — 3,9;Англія — 2,7; Польща — 1,7; ФРН — 1,3; Угорщина — 0,8 тис. м3 на рік.
Прогнозні запаси підземних вод в Україні становлять 22,5 км3 , а експлуатаційні — 5,7 км3 на рік.
З усього річкового стоку, який формується в Україні, у 90-ті роки ХХ ст. майже 80% використовувалося в народному господарстві. У 2000-х роках водозабір значно зменшився.